# Siebengemeindewald

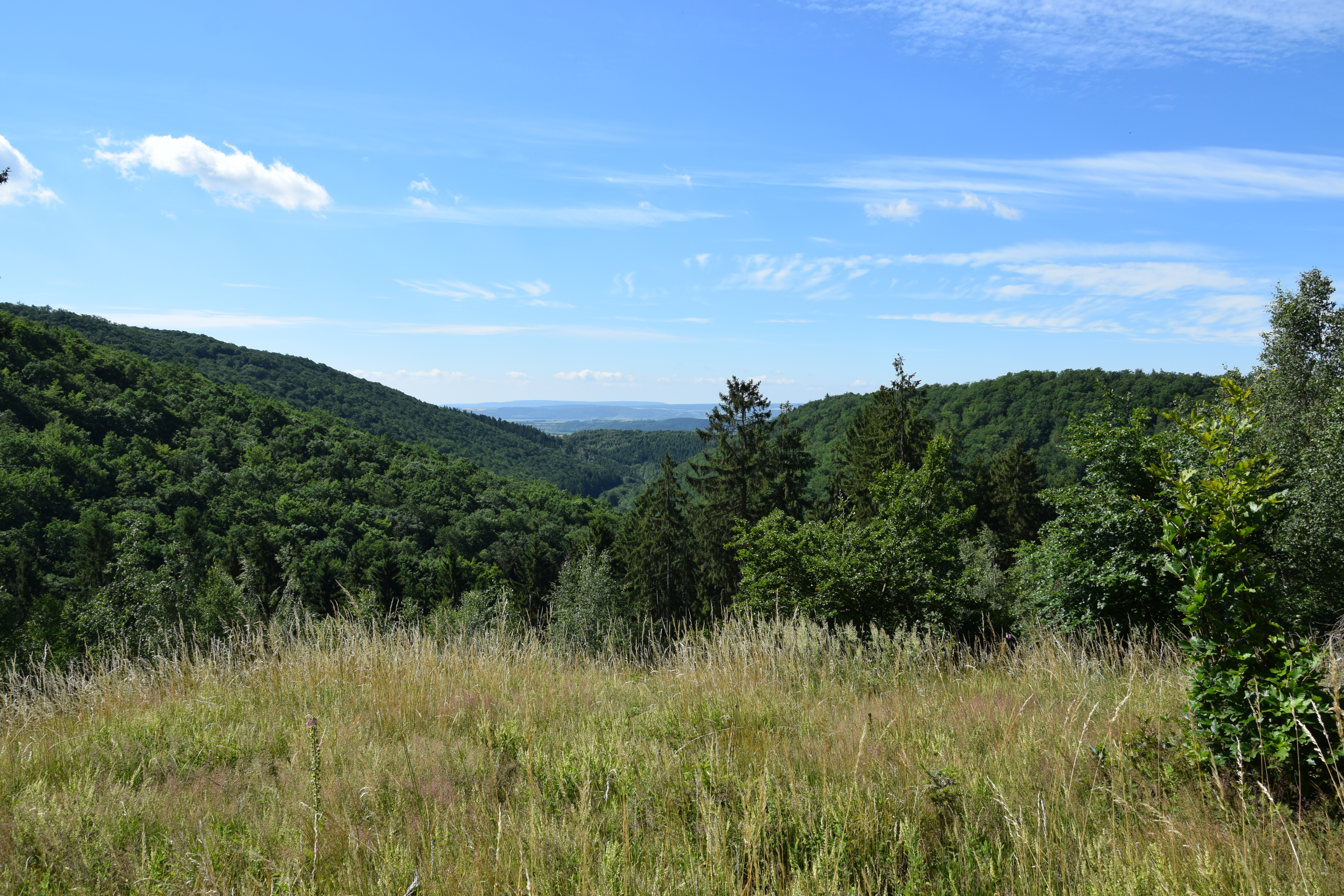
Siebengemeindewald

Der Siebengemeindewald ist ein Waldgebiet mit einer Fläche von 1125 Hektar (11,25 km²) an der Grenze zwischen Thüringen und Sachsen-Anhalt. Er ist ein Genossenschaftswald. An ihn grenzen sieben (ehemalige) Gemeinden an: Görsbach in Thüringen und Berga, Bösenrode, Uftrungen, Thürungen, Rosperwenda und Schwenda in Sachsen-Anhalt. Im Wald befindet sich das Waldhaus, seit 1992 wieder Sitz des Försters. 
Ein Steinkreuz auf dem Waldweg vom Waldhaus in Richtung Schwenda erinnert an den am 18. November 1888 von Wilderern ermordeten Revierförster Berthold Maus.